# Erotica (sång)
"Erotica" är en låt av sångerskan Madonna. Den blev första singeln ut från albumet Erotica och släpptes 11 oktober 1992.

## Officiella versioner/remixar
1. Album Version
2. Album Version - Instrumental
3. Album Edit
4. Kenlou B-Boy Remix
5. Kenlou B-Boy Instrumental
6. Madonna's In My Jeep Mix
7. Jeep Beats Dub
8. Underground Club Mix
9. Masters At Work Dub
10. Bass Hit Dub
11. House Instrumental
12. Underground Tribal Beats
13. WO 12"
14. WO Dub

## Officiella versioner av "Erotica"
1. "Sex" Version (5:20)
2. "Sex" Version Edit (4:30)

## Liveuppträdanden
- The Girlie Show
- The Confessions Tour

## Listplaceringar
| Lista (1992-1993) | Topplacering |
| ----------------- | ------------ |
| Australien        | 4            |
| Frankrike         | 23           |
| Nederländerna     | 10           |
| Norge             | 2            |
| Nya Zeeland       | 3            |
| Schweiz           | 8            |
| Sverige           | 3            |
| Österrike         | 15           |

### Fotnoter
1. ↑  ”Arkiverade kopian”. Arkiverad från originalet den 29 juni 2011. https://web.archive.org/web/20110629114026/http://www.faqs.org/copyright/impressive-instant-i-deserve-it-nobodys-perfect-paradise-i/. Läst 28 maj 2011.
2. ↑  ”Listplacering”. http://australian-charts.com/showitem.asp?interpret=Madonna&titel=Erotica&cat=s. Läst 28 maj 2011.
3. ↑  ”Listplacering”. Arkiverad från originalet den 15 november 2011. https://web.archive.org/web/20111115030340/http://lescharts.com/showitem.asp?interpret=Madonna&titel=Erotica&cat=s. Läst 28 maj 2011.
4. ↑  ”Listplacering”. http://dutchcharts.nl/showitem.asp?interpret=Madonna&titel=Erotica&cat=s. Läst 28 maj 2011.
5. ↑  ”Listplacering”. http://norwegiancharts.com/showitem.asp?interpret=Madonna&titel=Erotica&cat=s. Läst 28 maj 2011.
6. ↑  ”Listplacering”. Arkiverad från originalet den 5 mars 2012. https://web.archive.org/web/20120305194935/http://charts.org.nz/showitem.asp?interpret=Madonna&titel=Erotica&cat=s. Läst 28 maj 2011.
7. 1 2  ”Listplacering”. http://hitparade.ch/showitem.asp?interpret=Madonna&titel=Erotica&cat=s. Läst 28 maj 2011.
8. ↑  ”Listplacering”. http://swedishcharts.com/showitem.asp?interpret=Madonna&titel=Erotica&cat=s. Läst 28 maj 2011.